# Willi Fischer
Willi Fischer (ur. 14 marca 1913, zm. 19 września 1947 w Landsberg am Lech) – kapo w obozach koncentracyjnych Majdanek i Kaufering II (podobozie KL Dachau).
W 1943 roku został umieszczony w obozie Buchenwald jako więzień kryminalny. Przebywał tam przez siedem miesięcy i następnie został przeniesiony do Majdanka, gdzie sprawował funkcję kapo. W lutym 1944 roku Fischera skierowano do Dachau. Pełnił tu funkcje kapo w podobozie Kaufering II aż do ewakuacji w kwietniu 1945 roku. Znęcał się nad podległymi mu więźniami. Podczas marszu śmierci z Kaufering Fischer otrzymał mundur esesmana i broń. Zastrzelił wówczas kilku więźniów niezdolnych do dalszej drogi.
Skazany przez amerykański Trybunał Wojskowy w Dachau w procesie US vs. Willi Fischer i inni. Proces ten odbył się w dniach 26 lutego – 6 marca 1947 roku, a na ławie oskarżonych zasiadło 5 byłych członków personelu KL Dachau. Willi Fischer został skazany na karę śmierci przez powieszenie i stracony 19 września 1947 roku w więzieniu Landsberg.